# Anne d'Escars de Givry
Anne d'Escars de Givry (Paris, 29 de março de 1546 - Moselle, 19 de abril de 1612) foi um cardeal do século XVII

## Biografia
Nasceu em Paris em 29 de março de 1546. Ele também é conhecido como Cardeal de Givry, nome que assumiu após sua promoção. Filho de Jacques de Pérusse, signeur d'Escars, e sua segunda esposa, Françoise de Longwy, dama de Givry. Ele também está listado como Anne de Pérusse des Cars; seu primeiro nome como Anás; e seu sobrenome como Giury. Parente do cardeal Claude de Longwy de Givry (1533).
Após terminar seus estudos em Paris, ingressou na Ordem de São Bento (beneditinos) na abadia de Saint-Bénigne, Dijon.
Ordenado (nenhuma informação encontrada). Abade das abadias de Dijon, Barbery, Montesmes, Poultières e Champagne, diocese de Le Mans. Durante uma visita a Roma, o Papa Pio V teve a oportunidade de conhecê-lo e apreciá-lo. Tornou-se membro do partido de la Ligue , que mais tarde se tornou o Sainte-Union .
Eleito bispo de Lisieux, em 1º de outubro de 1584. Sagrado, em 1º de maio de 1585 (sem mais informações encontradas). Ele e sua diocese foram muito afetados durante as Guerras Religiosas; ele teve que passar alguns anos em Roma.
Criado cardeal sacerdote no consistório de 5 de junho de 1596; recebeu o barrete vermelho e o título de S. Susanna, em 14 de junho de 1604. A elevação a cardinalato de um prelado da Liga não agradou ao rei Henrique IV da França, mas ele apreciou muito os méritos do novo cardeal e o homenageou e demonstrou sua estima com vários testemunhos de amizade. Renunciou ao governo da diocese de Lisieux antes de 17 de março de 1599; manteve sua denominação. Coadjutor, com direito sucessório, de Langres, 3 de março de 1603; a sé foi ocupada por seu irmão mais velho, Charles d'Escars de Pérusse. Participou do conclave de março de 1605, que elegeu o Papa Leão XI. Participou do conclave de maio de 1605, que elegeu o Papa Paulo V. Eleito bispo de Metz pelos cânones do capítulo da catedral; o papa confirmou a eleição e o transferiu para aquela sé em 10 de setembro de 1608.
Morreu em Moselle em 19 de abril de 1612, no castelo de Vic-sur-Seille, Moselle, diocese de Metz. Enterrado na catedral de Metz